# Hệ động vật Venezuela

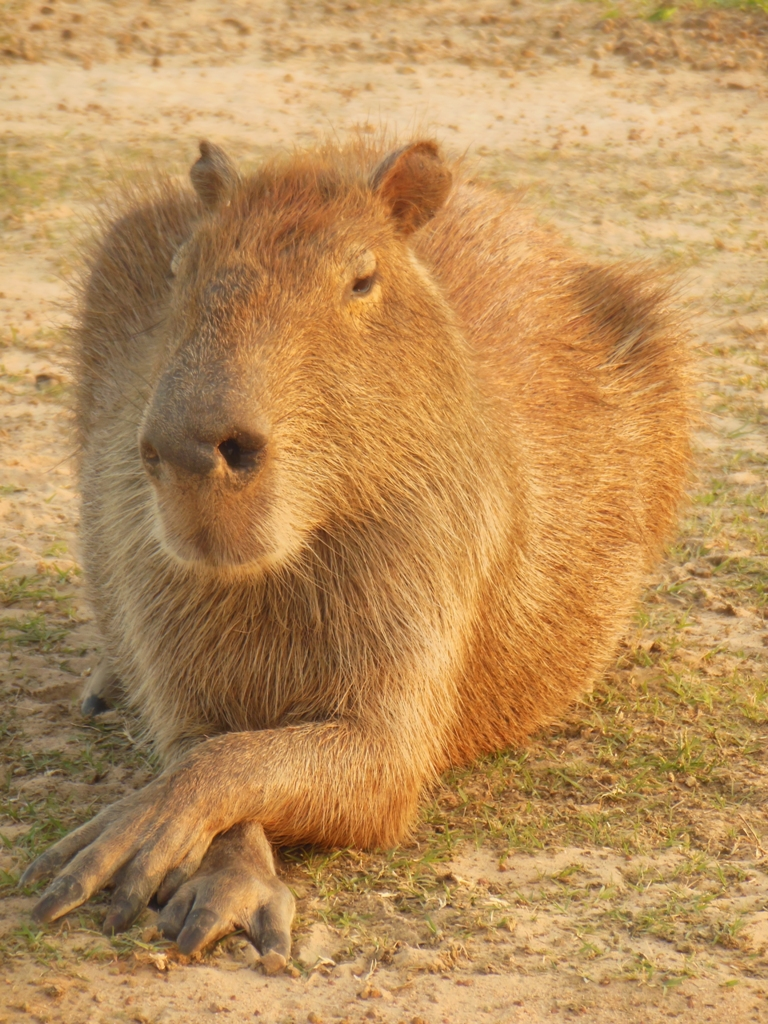
Một con chuột lang nước Capybara ở Venezuela

Hệ động vật Venezuela (Fauna of Venezuela) là tổng thể các quần thể động vật sinh sống tại Venezuela hợp thành hệ động vật của quốc gia này. Hệ động vật của Venezuela bao gồm rất nhiều loài động vật với sự phong phú và đa dạng vốn có. Động vật hoang dã đa dạng của Venezuela bao gồm cả các loài lợn biển, cá heo sông Amazon và cá sấu Orinoco được ghi nhận và báo cáo là có chiều dài lên tới 6,6 mét (22 ft). Khoảng 23% các loài bò sát và 50% các loài lưỡng cư sống ở nước này là loài đặc hữu của Venezuela.
Nhìn chung, có khoảng 8.000 loài (tổng số cao thứ 5 thế giới) là loài đặc hữu của đất nước này. Venezuela là nhà của tổng cộng 1.417 loài chim, hơn 351 loài thú, 341 loài bò sát, 315 loài lưỡng cư và hơn 2.000 loài cá biển và cá nước ngọt. Các nhóm động vật không xương sống chưa được thống kê một cách đầy đủ, nhưng trong số các nhóm được biết đến có khoảng 900 loài nhuyễn thể biển, 1.600 loài bươm bướm, hơn 120 loài bọ hung và 39 loài đom đóm.

## Hệ chim

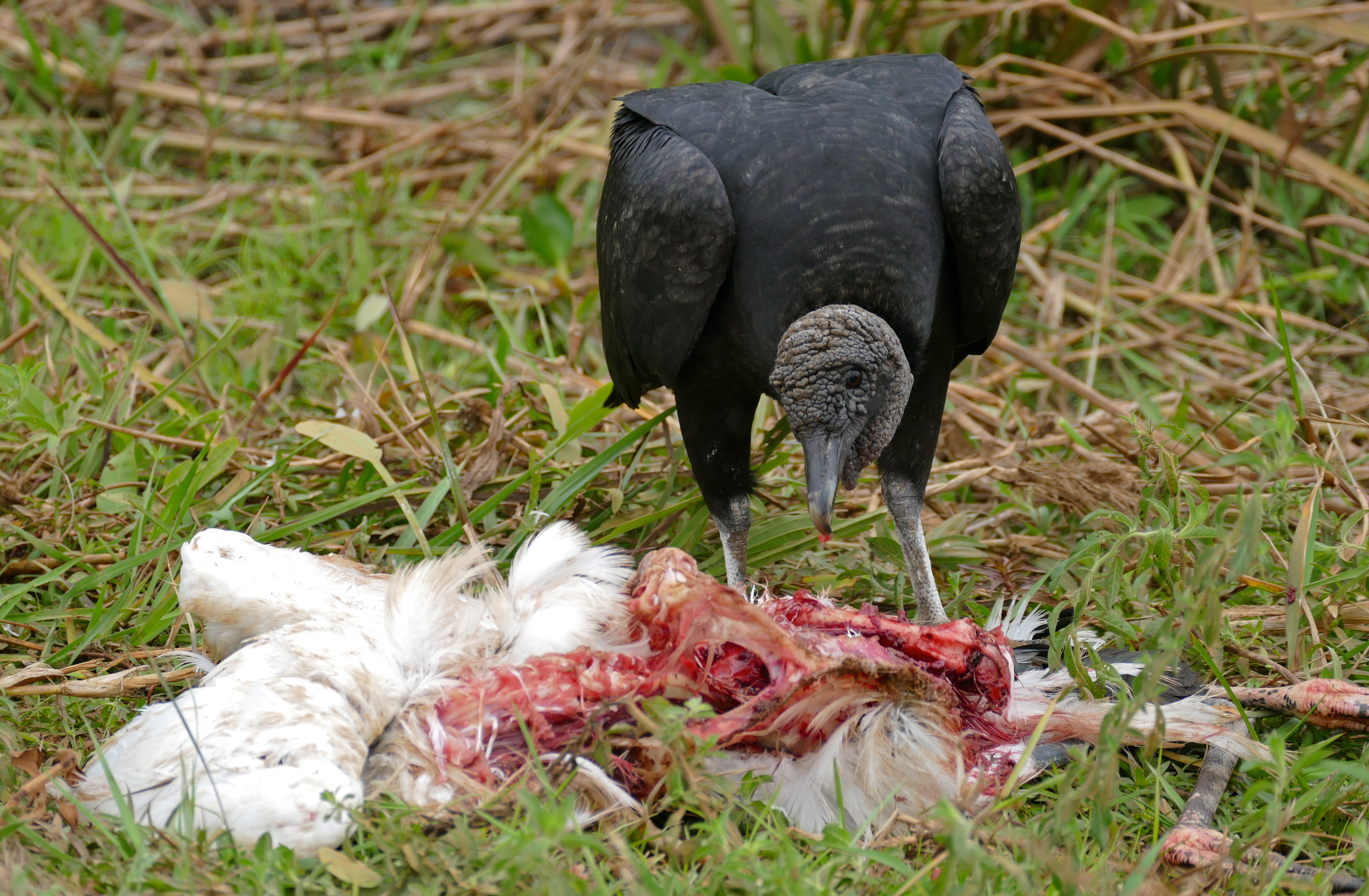
Một con kền kền đen đang ăn xác thối một con hạc gỗ

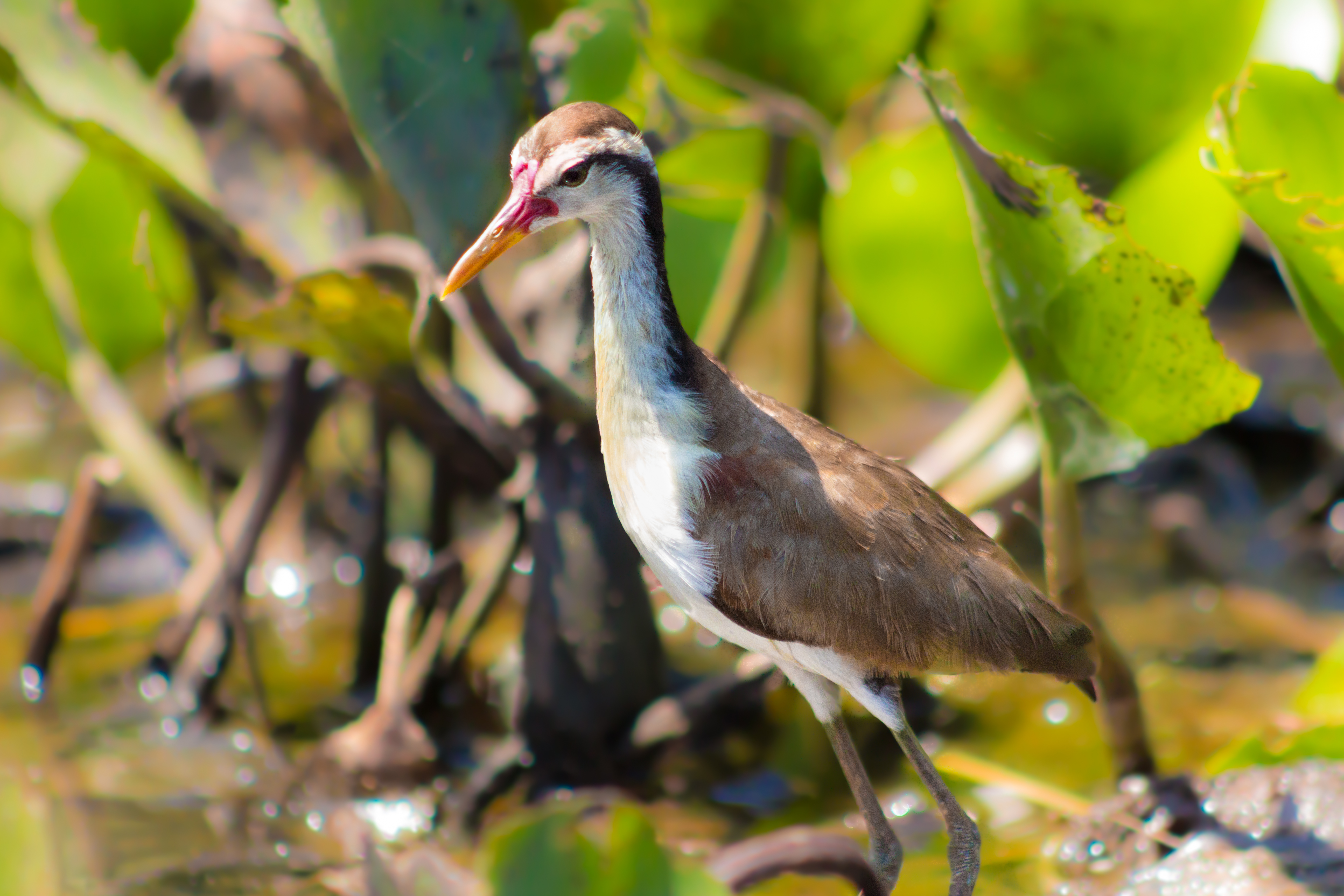
Jacana jacana

Venezuela được biết đến là có hệ chim phong phú đa dạng. Có đến 1.416 loài chim sinh sống ở Venezuela, với 45 trong số đó là loài đặc hữu của đất nước này mà chẳng nơi nào có được. Có 48 loài chim cư trú ở Venezuela được xem là trong tình trạng bị đe dọa, và 07 loài đã được du nhập, đưa vào quốc gia này sinh sống. Các loài chim phổ biến quan trọng bao gồm các loài cò quăm (Ibis), ó cá, bói cá, và chim họa mi Venezuela vàng cam (Icterus icterus) là loài Quốc điểu, chim họa mi Venezuela là loài chim Quốc điểu của Venezuela.
Một số cuộc thám hiểm nhằm mục đích để thu thập và ghi chép về các loài chim ở Venezuela đã được tổ chức thực hiện vào những năm 1930 và 1940, gồm một chuyến du hành đến bang Amazonas do Ernest G. Holt dẫn đầu làm việc cho cho Viện Smithsonian, đoàn đã thu thập hơn 3.000 mẫu vật, một nhóm khác do William H. Phelps và con trai ông này và cả Ernest Thomas Gilliard và Fèlix Cardona i Puig dẫn đoàn, đã thâu thập ghi nhận hơn 2.000 mẫu vật ở vùng Auyán-tepui, và còn có một bộ sưu tập nho nhỏ do F. D. Smith tích trữ ở Anzoátegui và Monagas.
Gia đình nhà Phelps đóng góp đáng kể vào việc nghiên cứu và phát hiện ra các loài chim ở Venezuela; một nhà thám hiểm người Mỹ là William H. Phelps Sr đã đi du lịch khắp nhiều nơi đến đất nước này, nơi mà con trai ông đã sinh ra và lớn lên và là nơi lưu giữ Bộ sưu tập về loài chim của William Phelps. Bộ sưu tập này ngày càng phát triển, nhân lên từ một loạt các cuộc thám hiểm khắp các vùng nok đến các hòn đảo, tepuis, vùng đồng bằng nông thôn, đồng bằng lớn và sa mạc của Venezuela. Từ bộ sưu tập của nhà Phelps, ít nhất 300 loài đã được xác định về các loài chim của Venezuela.
Một số loài chim cư trú ở Venezuela trải rộng trên nhiều môi trường sống khác nhau, những loài chim khác thì lại bị hạn chế ở những khu vực có một số loại thảm thực vật nhất định vì cái sự sự thích nghi với môi trường. Các loài chim có thể sống ở bất kỳ khu vực nào của Venezuela, bao gồm cả các thành phố bao gồm Coereba flaveola, kền kền đen, loài Thraupis episcopus màu xám xanh, diệc lớn và chim nhại nhiệt đới (Mimus gilvus), cùng những loài khác.
Hầu hết các loài chim của Venezuela phân bố trải dài khắp các môi trường sống khác nhau, nhưng một số ít các loài chim khác lại chỉ chuyên sinh sống ở một khu vực, thường là do vị trí khắc nghiệt hoặc phụ thuộc vào một nguồn thức ăn và tài nguyên nhất định, các loài bị hạn chế theo kiểu này bao gồm chim ăn hạt Carrizal (Amaurospiza carrizalensis), chim bồ câu đất cổ hạt dẻ (Claravis mondetoura), chim rằn đuôi nhọn (Berlepschia rikeri), chim đuôi gai Río Orinoco (Synallaxis beverlyae), chào mào râu trắng (Oxypogon lindenii) và chim ăn kiến lông trắng (Pithys albifrons). Venezuela có môi trường sống đặc biệt đa dạng về sinh học, cho phép các loại chim chuyên dụng khác nhau trong các môi trường sống cùng các kiểu hình phong phú đa dạng.
Họ chim Tinamidae của Venezuela thường được nhìn thấy trong các khu rừng, chúng sinh sống trên mặt đất và sống trên các cành cây thấp. Họ chim Odontophoridae (Họ Cút Tân thế giới) cũng sống trong rừng và trên mặt đất, có một loài bản địa ở Venezuela thuộc họ này, và chúng dành nhiều thời gian ở ngoài trời hơn những loài khác. Họ Cracidae là điển hình của những khu rừng nhưng có môi trường sống đa dạng hơn bao gồm một loài sống ở Venezuela đã thích nghi với môi trường đô thị (động vật thành thị); chúng cũng thường được tìm thấy trên cây hơn là trên mặt đất.
Các loài chim nước lớn Họ An him (Anhimidae) được tìm thấy ở các khu vực nhiều nước của đất nước Venezuela, nhưng đậu trên cây thường xuyên hơn so với các loài chim nhỏ hơn là Anatidae, một họ chim nước di cư; chúng cũng được tìm thấy ở hầu hết các khu vực của Venezuela, nơi có nước. Họ Podicipedidae thậm chí còn nhỏ hơn sống hoàn toàn dưới nước, chỉ có hai loài trong số này sống ở Venezuela: cả hai đều là loài bản địa và sống ở nước ngọt. Một loài thuộc họ Diomedeidae có thể được tìm thấy ở Venezuela; chúng hầu như chỉ sống xung quanh nước trên biển, thăm viếng đất liền để sinh sản.

## Hệ thú

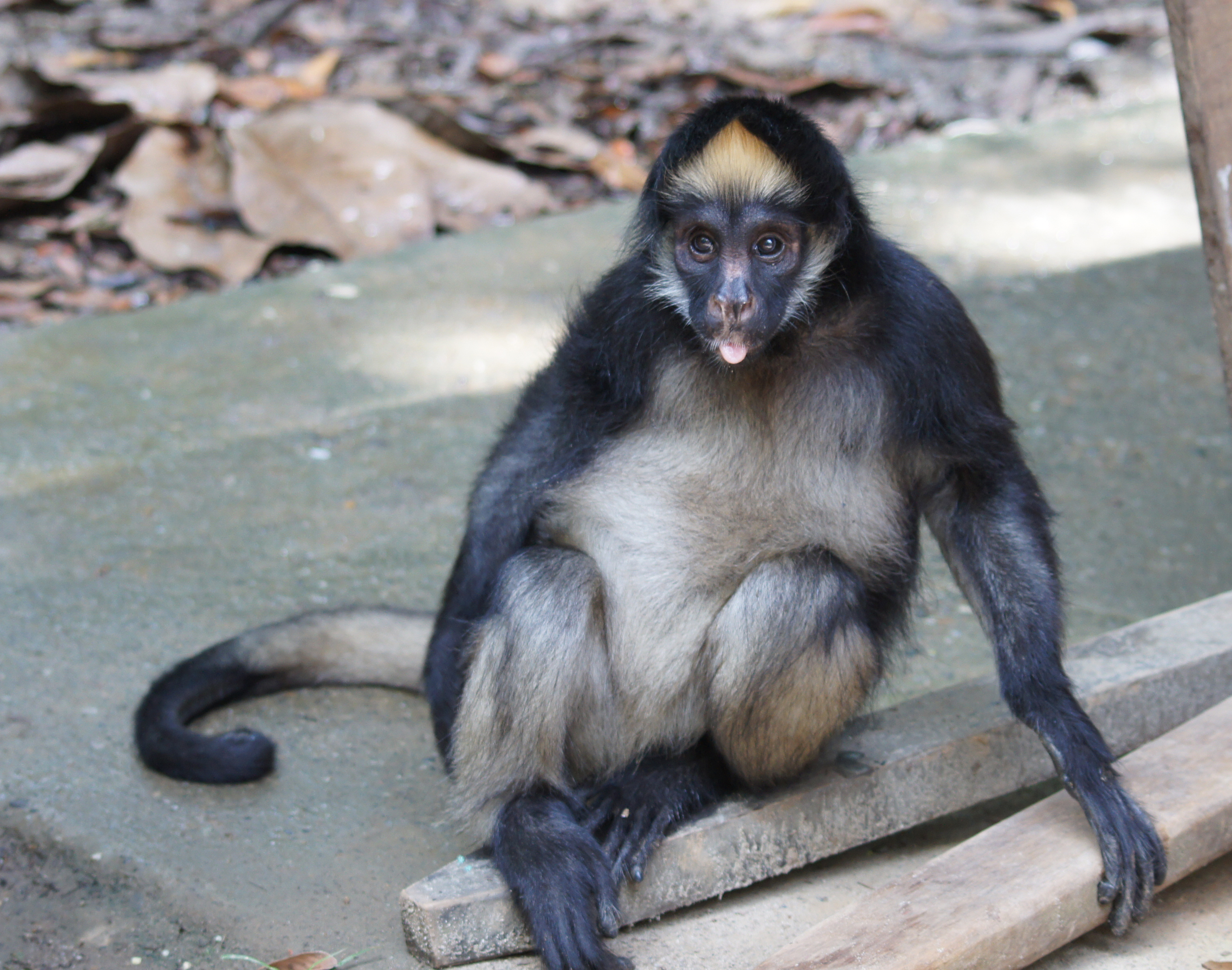
Khỉ nhện bụng trắng

Là quốc gia nằm trong khu vực rừng Amazon nên Venezuela cũng là nơi sinh sống của nhiều loài động vật nói chung và các loài thú nói riêng. Các loài động vật có vú đáng chú ý của quốc gia này bao gồm thú ăn kiến khổng lồ, báo đốm, khỉ rú, chuột ăn cá venezuela (Neusticomys venezuelae) và chuột lang Capybara, loài gặm nhấm lớn nhất thế giới có nguồn gốc từ Venezuela, kích thước trung bình loài này tại llanos ở Venezuela là 48,9 kg (108 lb).. Hơn một nửa số loài điểu cầm và động vật có vú của Venezuela được tìm thấy trong các khu rừng Amazon ở phía nam của con sông Orinoco.
Một số loài động vật có vú độc đáo hơn và là loài đặc hữu của Venezuela bao gồm khỉ rú (khỉ hú), Chuột lang Capybara, thú ăn kiến khổng lồ, rái cá khổng lồ, khỉ nhện bụng trắng (Ateles belzebuth), cáo ăn cua, con lười và báo đốm. Những con lười thường được tìm thấy trong các khu rừng mưa nhiệt đới của Venezuela, cáo ăn cua sống ở khu vực phía Nam rộng lớn, trong khi thú ăn kiến khổng lồ có thể được tìm thấy ở các môi trường sống khác nhau trên khắp đất nước. Loài Capybara thì có tập tính cũng hơi linh hoạt và thích sống gần nước.
Động vật có vú ở lưu vực Maracaibo: Lưu vực Maracaibo trải dài phía tây bắc Venezuela. Có hai loài động vật có vú vừa là đặc hữu vừa là đặc trưng của vùng này, và các khu rừng khô tương tự ở Colombia và Venezuela; chuột có túi Guajira (Marmosa xerophila) và chuột Hummelinck (Calomys hummelincki). Động vật có vú ở Western Llanos: Một nghiên cứu về các loài động vật có vú nhỏ trong các khu vực nông nghiệp ở Tây Llanos của Venezuela, phần lớn là Portuguesa đã cho thấy mười loài gặm nhấm và ba loài thú có túi có ở đây.
Hầu hết các môi trường sống khác nhau trên khắp khu vực này cho thấy sự phổ biến rộng rãi của loài gặm nhấm Sigmodon alstoni và Zygodontomys brevicauda, chúng dường như thống trị khu vực này. Tuy nhiên, các khu vực nông nghiệp tự cung tự cấp cho thấy sự đa dạng hơn nhiều và tỷ trọng đồng đều hơn của các loài cư trú ổn định. Một số loài gặm nhấm có thể bị coi là loài gây hại vì chúng phá hoại mùa màng và truyền bệnh cho người ở những vùng nông thôn Nam Mỹ, còn cả hai loài gặm nhấm phổ biến nhất đều là vật chủ mang các mầm bệnh đặc biệt hay lây lan.

## Bảo tồn

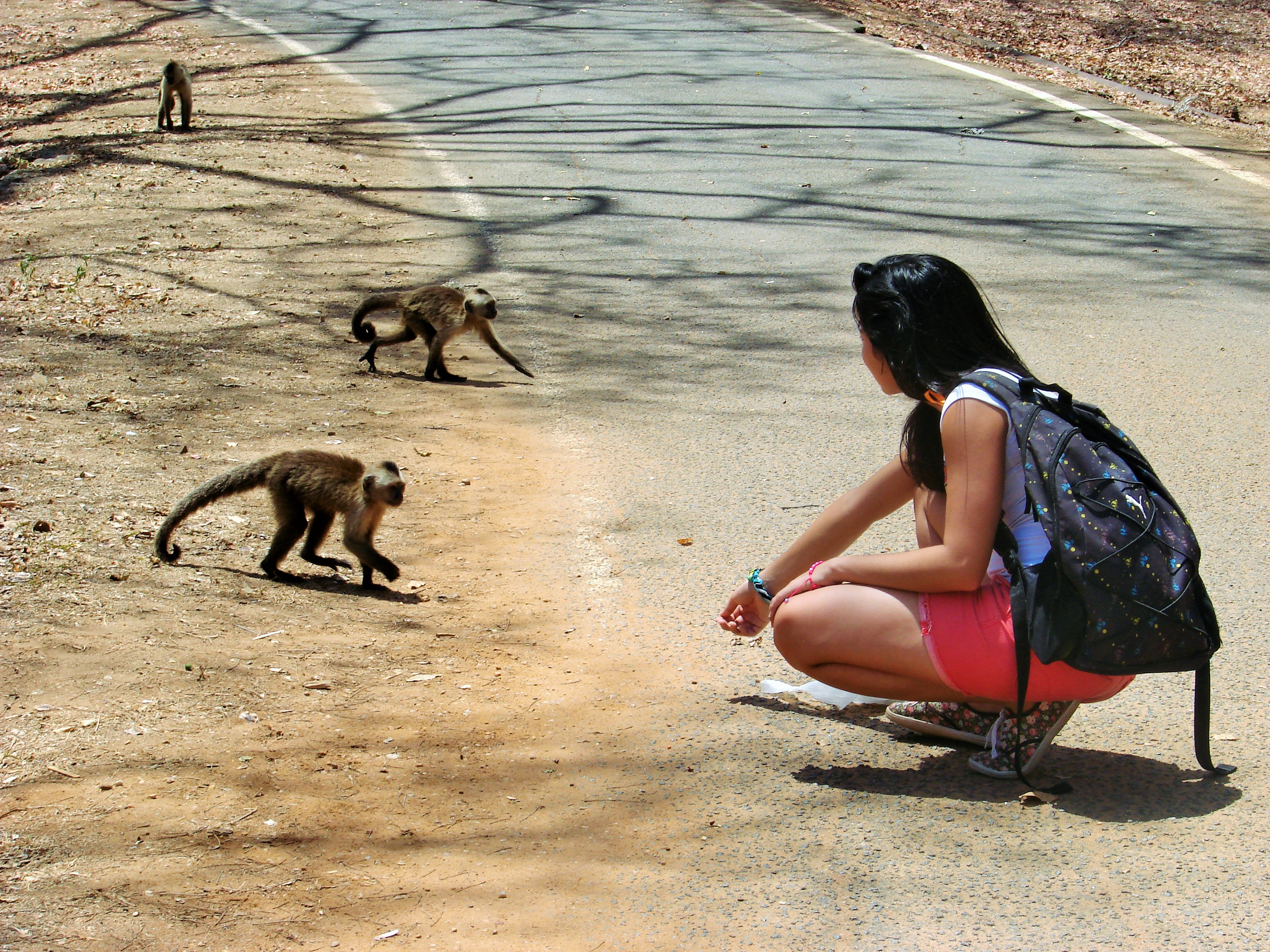
Du khách tiếp xúc với đàn khỉ

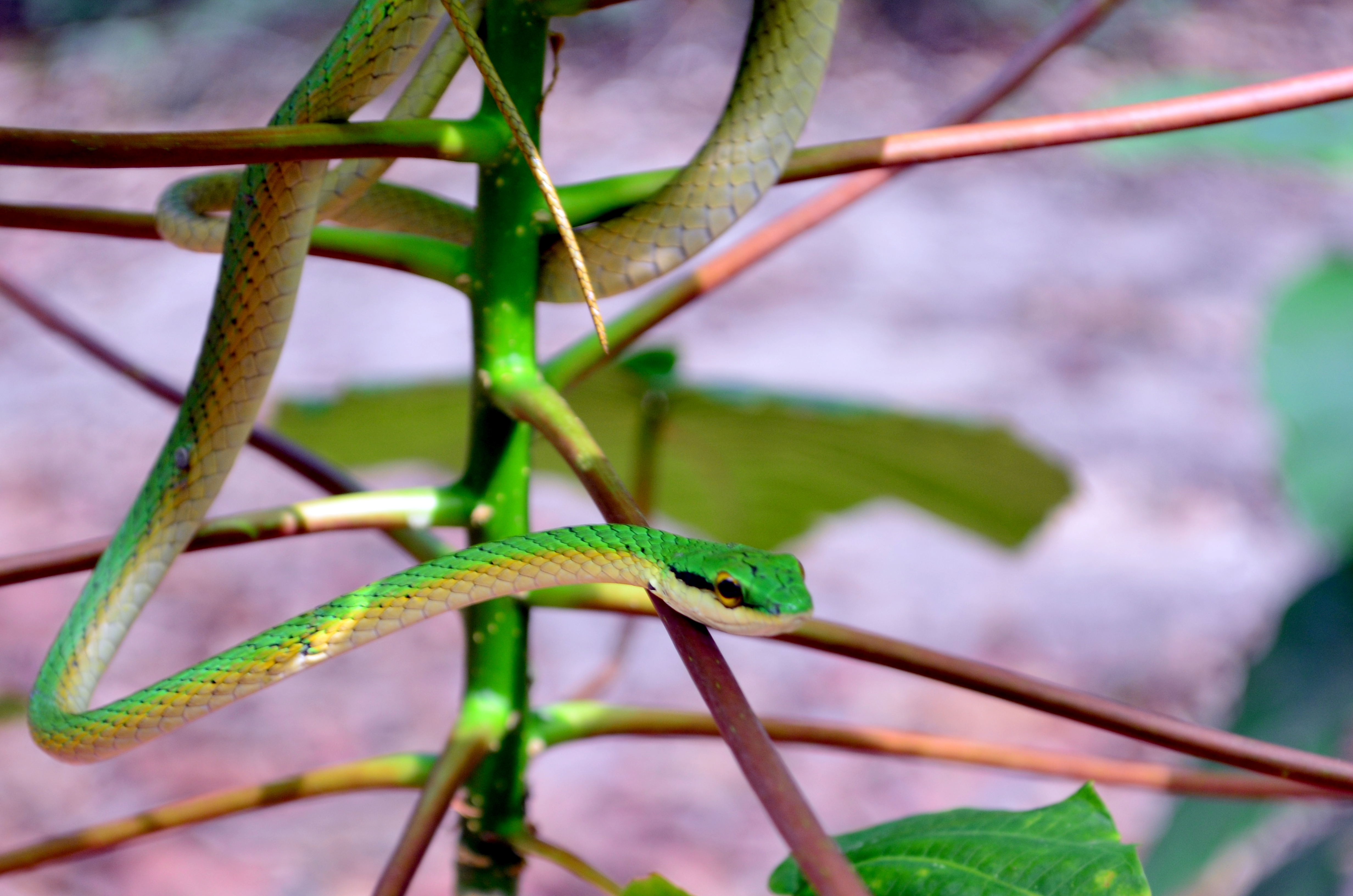
Một con rắn ở Venezuela

Việc sử dụng các sản phẩm từ động vật hoang dã phổ biến ở Venezuela và hơn 400 loài được biết đến như một nguồn cung cấp thịt rừng, chất đạm, protein (săn bắn tự cung tự cấp) hoặc để buôn bán trên thị trường trong nước và quốc tế. Sự tàn phá môi trường sống, ô nhiễm, du nhập các loài ngoại lai và khai thác quá mức là những mối đe dọa chính đối với động vật hoang dã ở Venezuela. Một cuộc kiểm tra, rà soát toàn diện hệ động vật của Venezuela lan rộng khắp đất nước đã dẫn đến một cuộc đánh giá nhằm xác định rằng các nỗ lực bảo tồn nên tập trung vào cả các khu vực tự nhiên ở phía bắc Orinoco vào các khu bảo tồn thiên nhiên mở ở phía nam. Sự can thiệp của con người, đặc biệt là công tác khai thác dầu ở lưu vực Maracaibo đã đe dọa các loài sinh vật ở đó, và đã thay đổi đáng kể hệ sinh thái của khu vực kể từ thế kỷ XIX.